# Alopecurus utriculatus
Alopecurus utriculatus är en gräsart som beskrevs av Daniel Carl Solander. Alopecurus utriculatus ingår i släktet kavlen, och familjen gräs.

## Underarter
Arten delas in i följande underarter:
- A. u. anthoxanthoides
- A. u. gaziantepicus
- A. u. malatyaensis